# Discussions des Alliés sur la question polonaise
Entre 1943 et 1945 trois grandes puissances de la Seconde Guerre mondiale : le Royaume-Uni, les États-Unis et l'Union soviétique, eurent des différends sur deux questions relatives à une quatrième puissance alliée, la Pologne, au sujet du tracé de ses frontières et de la tenue d'élections libres.

## La question des frontières

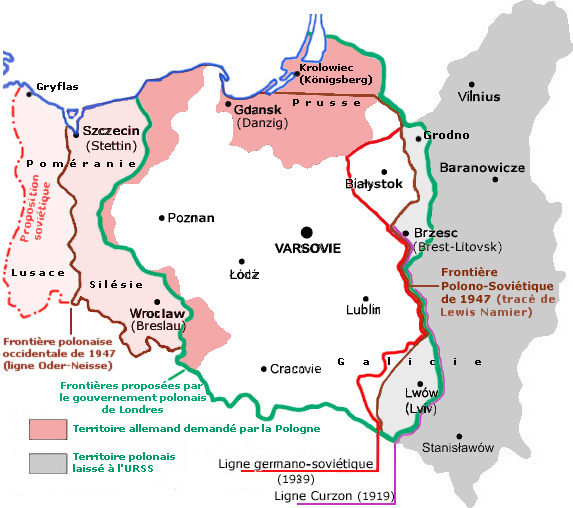
Négociation et déplacement des frontières de la Pologne.

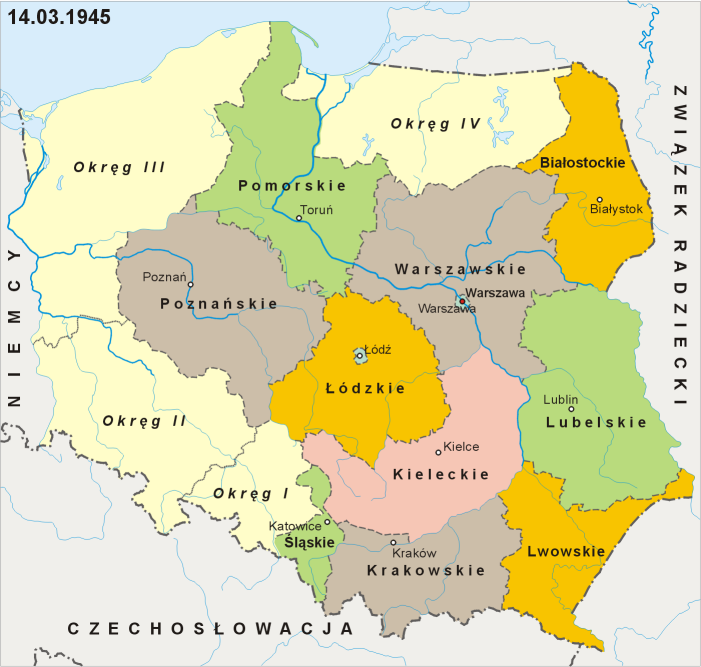
Organisation prévue des nouveaux territoires (en jaune, « Okręg I à IV ») en mars 1945

La question des frontières polonaises découle de l'exigence soviétique de garder sa frontière occidentale de 1939 tracée en application du protocole secret du pacte germano-soviétique, et de « déplacer la Pologne » vers l'ouest en échange, au détriment de l'Allemagne vaincue. Avant que ce déplacement ne fût précisé, les propositions et les tractations se succédèrent au fil des conférences inter-alliées.

### Propositions polonaises
Selon les propositions du gouvernement polonais en exil à Londres, l'Allemagne aurait pu garder la Basse-Silésie avec Breslau et la Poméranie centrale avec Stettin, tandis que la Pologne aurait reçu au nord et à l'ouest la Prusse-Orientale entière avec Königsberg-Królewiec (en raison du rôle que cette région, dont le sud était de langue polonaise, avait joué dans l'histoire de la Pologne), les régions de langue polonaise d'Opole (en Haute-Silésie) et de Gdańsk, Bytów et Lębork (en Poméranie orientale), et aurait conservé à l'est les villes polonaises historiques de Białystok (dans une région mi-polonaise, mi-biélorusse) et surtout de Lwów (en Galicie centrale, région mi-polonaise, mi-ukrainienne),.

### Conférence de Téhéran
À une époque où Franklin Delano Roosevelt et les Britanniques ne se préoccupaient pas encore des frontières d'après-guerre, Joseph Staline exigeait déjà de garder les territoires polonais obtenus en 1939 par l'invasion soviétique de la Pologne en application du protocole secret du pacte germano-soviétique.
À Téhéran, les nouvelles frontières de la Pologne ne furent pas discutées, les Britanniques souhaitant éviter les protestations du gouvernement polonais en exil et les États-Unis, celles des Américains d'origine polonaise. L'URSS revendiquait Białystok, Lwów et aussi Königsberg, port libre de glace toute l'année, pour la Marine soviétique, et proposa que les Polonais reçussent en échange la Silésie et la Poméranie presque entières, quitte à en expulser les habitants allemands, qui devaient être remplacés par les polonais expulsés des régions orientales de la Pologne devenues soviétiques. Le tracé proposé par l'URSS pour la frontière germano-polonaise partait des environs de Gryflas au nord, sur la Baltique (en Poméranie-Occidentale) jusqu'à la Lusace incluse au sud, avec sa population slave des Sorabes, en passant par les confins orientaux de la ville de Berlin : ces régions d'Allemagne orientale, précisait l'argumentaire soviétique, avaient été slaves aux VIIe et VIIIe siècles avant d'être colonisées par les Allemands aux XIIe et XIIIe siècles. Dans cette version, l'URSS aurait conservé tout ce que lui attribuait le pacte germano-soviétique, selon un tracé que les Soviétiques prétendirent conforme à la ligne Curzon de 1919 et qu'ils appelèrent « ligne Curzon A » lorsque les comparaisons cartographiques mirent en évidence qu'il se trouvait en plusieurs secteurs bien à l'ouest du tracé de 1919 (que les Soviétiques baptisèrent « ligne Curzon B »). 
Après la Conférence de Téhéran, quand des fuites révélèrent ce qui fut considéré par la presse anglo-saxonne comme une trahison à l'égard de la Pologne, Anthony Eden (devant la Chambre des communes le 15 décembre 1943) et Franklin Delano Roosevelt (devant le Congrès le 11 janvier 1944) se livrèrent à des dénégations mensongères.

### Conférence de Yalta
Face à la levée de boucliers de leurs opinions (en période pré-électorale qui plus est), les Occidentaux durent résister en partie aux appétits de Staline : Roosevelt avoua que sa réélection serait grandement facilitée si Staline se montrait accommodant sur la question des frontières orientales de la Pologne. Winston Churchill ajouta qu'une concession soviétique sur ce point serait admirée comme « un geste de grandeur d'âme » (a gesture of magnanimity) et déclara également que les Britanniques « ne se satisferaient jamais d'une solution qui ne ferait pas de la Pologne un État indépendant et libre ».

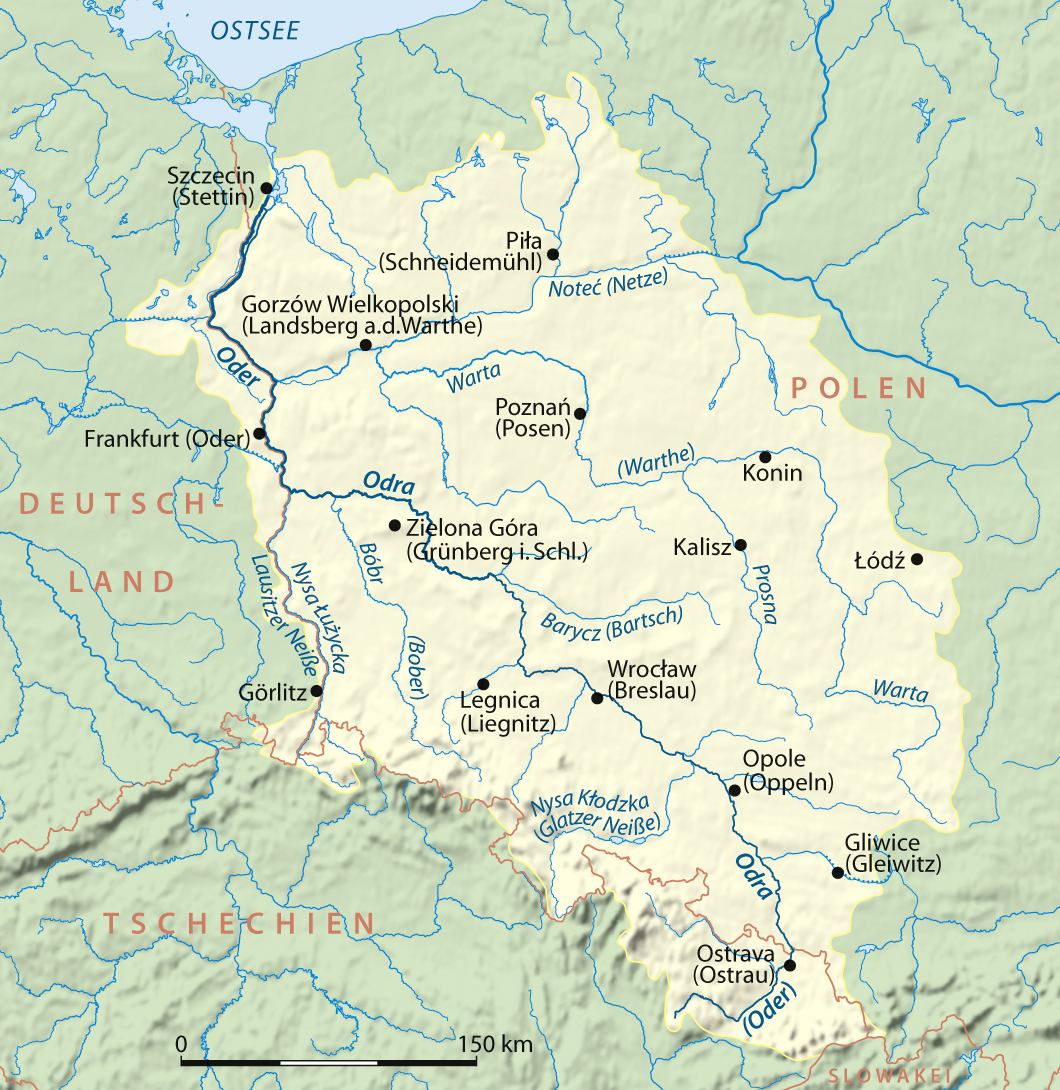
Le bassin de l'Oder et ses affluents.

Staline déclara que le Premier ministre polonais en exil, Stanisław Mikołajczyk, avait été heureux d'apprendre de sa bouche qu'on accorderait à la Pologne Stettin et les territoires allemands situés à l'est de la Neisse occidentale. Churchill s'opposa à ce tracé et ajouta que « ce serait lamentable de gaver l'oie polonaise de tant de nourriture allemande qu'elle en aurait une indigestion. » Il ajouta que bien des Britanniques seraient choqués si on chassait de ces régions un si grand nombre d'Allemands, à quoi Staline répondit que beaucoup d'Allemands avaient déjà fui avant l'arrivée de l'Armée rouge. La question de la frontière occidentale de la Pologne fut laissée en suspens pour n'être tranchée qu'à la conférence de Potsdam.

### Conférence de Potsdam
À la conférence de Potsdam, Staline renonça finalement à Białystok et proposa que la frontière occidentale de la Pologne soit tracée sur le fleuve Oder et son affluent la Neisse occidentale ; les Anglo-Saxons proposèrent des tracés sur la Neisse orientale, la Queis ou la Bober mais Staline resta intraitable et l'on adopta son tracé de la frontière entre l'Allemagne et la Pologne, avec Stettin-Szczecin attribué à la Pologne et Königsberg-Królewiec à l'URSS. Le 24 juillet 1945, plusieurs délégués du comité polonais de libération nationale parurent à la conférence pour présenter des arguments en faveur du tracé soviétique. Ayant été privés de Königsberg-Królewiec, ils réclamèrent le port de Stettin pour les exportations de l'Europe de l'Est : selon eux, si Stettin n'était pas polonaise, les bouches de l'Oder resteraient sous contrôle allemand et le fleuve pourrait être bloqué. 
Le 25 juillet 1945, le Président américain et le Premier ministre britannique déclarèrent tous deux qu'ils ne toléreraient ni une administration polonaise sur une partie des zones d'occupation en Allemagne proprement-dite (qui aurait implicitement reconnu à la Pologne son statut de quatrième puissance Alliée, désormais attribué la France libre) ni l'expulsion de millions de personnes vers d'autres territoires. Staline répondit que les Polonais « prenaient leur revanche des avanies que les Allemands leur avaient faites au cours des siècles ».
Le 29 juillet James Byrnes, nouveau secrétaire d'État américain, communiqua aux Soviétiques que les États-Unis étaient prêts à concéder les territoires à l'est de l'Oder et de la Neisse orientale à l'administration polonaise et à ne plus les considérer comme une partie de la zone d'occupation soviétique en Allemagne, en échange d'une modération des exigences soviétiques de livraisons industrielles à titre de réparations, dans les zones d'occupation occidentales en Allemagne. Le choix de la Neisse orientale comme limite aurait laissé en gros à l'Allemagne le tiers occidental de la Silésie. Les Soviétiques insistèrent sur le fait que les Polonais ne l'accepteraient pas (bien qu'en fait ils aient déjà informé les Américains qu'ils le feraient). Le lendemain Byrnes dit au ministre des Affaires étrangères soviétique Vyacheslav Molotov que les Américains accepteraient à contrecœur de concéder la Neisse occidentale. La concession de Byrnes sapait la position britannique, si bien que le ministre des Affaires étrangères britannique Ernest Bevin éleva des objections, mais les Britanniques durent finalement s'aligner sur la position américaine.
Winston Churchill n'assista pas à la fin de la conférence en raison de son échec aux élections législatives britanniques. Il affirma plus tard qu'il n'aurait jamais accepté la ligne Oder-Neisse occidentale et, dans son discours de Fulton sur le rideau de fer, déclara que « le Gouvernement polonais contrôlé par l'URSS a été encouragé à causer à l’Allemagne des torts énormes et injustifiés, et des expulsions en masse de millions d'Allemands ont lieu maintenant à une échelle terrible et supérieure à tout ce que l’on aurait pu imaginer. »
Une des raisons pour la décision finale sur le tracé ouest fut sa faible longueur : seulement 472 km entre le point le plus au nord de la République tchèque et le point les plus au sud de la Baltique dans l'île d'Uznam. À Potsdam, Staline plaida en faveur de la ligne Oder-Neisse en arguant que le gouvernement polonais avait revendiqué cette frontière et qu’il ne restait plus d'Allemands à l'est de cette ligne, ce qui fit dire à l'amiral William Leahy, chef d'état-major du Président américain Harry Truman, à l'oreille de son chef : « les Bolchos les ont tous tués ». Bien plus tard, lors de la glasnost, les Soviétiques reconnurent qu'il restait en 1945 encore au moins un million d'Allemands dans ces territoires. 
Finalement 15 125 km2 de territoire allemand (de 1938, sans Memel) furent cédés aux Soviétiques, et 96 460 km2 à la Pologne, qui sortit de la guerre amputée de 75 711 km2 en raison des 172 171 km2 de son propre territoire annexés par l'URSS. Les volontés des populations vivant dans ces territoires furent complètement ignorées par les puissances victorieuses, et les familles assassinées et spoliées, juives ou chrétiennes, ne reçurent aucune réparation. Par la suite, la Pologne communiste appela ces régions les « Territoires recouvrés », conformément à l'argumentaire soviétique, parce qu'ils avaient jadis fait partie de l'État polonais des Piasts avant d'être germanisés au cours du Drang nach Osten. Il était prévu qu'un traité de paix final devait suivre et confirmer cette frontière ou déterminer d'éventuelles modifications. Il avait aussi été décidé que tous les Allemands habitant les anciens et les nouveaux territoires polonais soient expulsés pour prévenir tout différend frontalier et toute revendication de droits par une minorité dans le futur.